# Atlas linguistique et ethnographique de l'Italie et de la Suisse méridionale
Pour les articles homonymes, voir AIS.
L’Atlas linguistique et ethnographique de l’Italie et de la Suisse méridionale (Sprach- und Sachatlas Italiens und der Südschweiz en allemand, Atlante linguistico ed etnografico d'Italia e della Svizzera meridionale en italien,  AIS en sigle, NavigAIS-web Version online navigable) est un atlas linguistique de l’Italie et de la Suisse italophone et romanche publié de 1928 à 1960 par Karl Jaberg et Jakob Jud.

## Sources
- (en) Michele Loporcaro, Stephan Schmid, Chiara Zanini, Diego Pescarini, Giulia Donzelli, Stefano Negrinelli et Graziano Tisato, « AIS, reloaded: a digital dialect atlas of Italy and Southern Switzerland », dans André Thibault, Mathieu Avanzi, N. Lovecchio, Alice Millour, Nouveaux regards sur la variation dialectale, Éditions de Linguistique et de Philologie, 2021 (ISBN 978-2-37276-056-0, lire en ligne)
- (de) Karin Rautmann, Die Entstehung des „Sprach- und Sachatlas Italiens und der Südschweiz“ (AIS): Einblick in einen forschungsprozess, Magister Artium, Université de Hambourg, 1993. (copie sur unibe.ch)
- (en + it) Graziano Tisato, « Simboli AIS – AIS Symbols », sur NavigAIS